# Vicepresidente de Abjasia
El vicepresidente de la República de Abjasia, un estado parcialmente reconocido, internacionalmente forma parte de Georgia, es el primero en la línea de sucesión presidencial, convirtiéndose en el nuevo presidente de Abjasia a la muerte, renuncia o destitución del presidente. Además, el vicepresidente asumirá la presidencia en caso de que el presidente se vuelva incapaz de llevar a cabo las funciones presidenciales.

## Elegibilidad
De acuerdo con el artículo 54 de la Constitución de Abjasia, un ciudadano de Abjasia, mayor de 35 años de edad y menor de 65 años de edad, que este en posesión de sufragio, podrá ser elegido vicepresidente. El vicepresidente no podrá ser miembro del Parlamento, o mantener cualesquiera otros cargos en organismos estatales o públicas, así como en las empresas.

## Elección
El vicepresidente es elegido simultáneamente con el presidente. El candidato a vicepresidente es designado por un candidato a la presidencia.

## Funciones del cargo
El vicepresidente realiza tareas individuales en una comisión del presidente y los actos del presidente en su ausencia o en caso de que sea imposible para el presidente asistir a sus funciones.

## Lista de vicepresidentes
| #                  | Nombre                  | Inicio del periodo       | Finalización del periodo | Presidente         |
| 1                  | Valery Arshba           | 5 de enero de 1995       | 12 de febrero de 2005    | Vladislav Ardzinba |
| 2                  | Raul Jumka-ipa Khajimba | 14 de febrero de 2005    | 28 de mayo de 2009       | Sergei Bagapsh     |
|                    | Vacante                 | 28 de mayo de 2009       | 12 de febrero de 2010    | Sergei Bagapsh     |
| 3                  | Alexander Ankvab        | 12 de febrero de 2010    | 29 de mayo de 2011       | Sergei Bagapsh     |
|                    | Vacante                 | 29 de mayo de 2011       | 26 de septiembre de 2011 | Alexander Ankvab   |
| 4                  | Mijaíl Logua            | 26 de septiembre de 2011 | 25 de diciembre de 2013  | Alexander Ankvab   |
|                    | Vacante                 | 25 de diciembre de 2013  | 1 de junio de 2014       | Alexander Ankvab   |
| 1 de junio de 2014 | Vacante                 | 25 de septiembre de 2014 | Valeri Bganba            |                    |
| 5                  | Vitali Gabnia           | 25 de septiembre de 2014 | en el cargo              | Raul Khadjimba     |